# جورج هانلون
جورج هانلون (بالإنجليزية: George Hanlon)‏ هو مدرب خيول أسترالي، ولد في يوليو 1917، وتوفي في 28 يناير 2010.